# Ferrari 250 GTO
La Ferrari 250 GTO (Gran Turismo Omologato) è una automobile di utilizzo stradale sviluppata ed omologata per il Campionato Internazionale Gran Turismo di inizio anni sessanta. Ideata da Enzo nel 1960 e prodotta dalla casa automobilistica Ferrari tra il 1962 e il 1964, viene considerata la Ferrari per eccellenza, ed è tuttora tra le automobili più apprezzate e conosciute di tutti i tempi. 
Il numero 250, come era solito in casa Ferrari, indica la cilindrata di ciascun cilindro del motore; il quale era tipicamente da 12 cilindri a V (V12) e dunque, in questo caso, di 3000 cc. La sigla GTO, che significa «Gran Turismo Omologata», nasce in questa occasione e non verrà più utilizzata in Ferrari per parecchi anni, fino alla presentazione della Ferrari 288 GTO, avvenuta nel 1984.
Derivata dalla Ferrari 250 GT Berlinetta passo corto (di 2400 mm), nella GTO venne arretrato il motore V12 detto Testa Rossa, e modificate profondamente sospensioni e carrozzeria. Ma dopo che furono licenziati l'ingegner Giotto Bizzarrini, capo progetto iniziale, ed altri ingegneri della Ferrari, a causa di una lite con Enzo Ferrari, il progetto della GTO fu affidato al allora giovane ingegnere Mauro Forghieri e al carrozziere Sergio Scaglietti. La carrozzeria della 250 GTO, ancora oggi molto apprezzata, è stato il frutto della collaborazione Bizzarrini-Scaglietti, diversamente dal solito, che era il lavoro di una Casa o di un singolo designer specifico.
Nel 2004 la rivista automobilistica statunitense Sports Car International elegge la 250 GTO al primo posto delle “migliori vetture sportive degli anni '60”, mentre per la rivista  Motor Trend Classic (sempre statunitense) risulta la “Migliore Ferrari di tutti i tempi”. Nel 2014 un modello 250 GTO del 1962 viene battuto all'asta per 32 milioni di dollari, superando ogni record per una vendita all'asta.

## Nascita del progetto

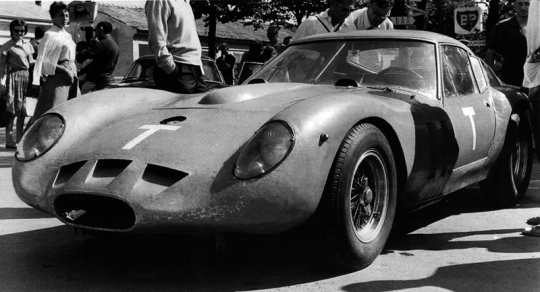
Il prototipo

La Ferrari 250 GTO nacque e venne sviluppata, in ogni suo più piccolo particolare, unicamente per l‘impiego agonistico, quando a Enzo Ferrari venne l'idea, nel 1960, di realizzare una piccola vettura sportiva, leggera e molto veloce, sfruttando il motore V12 da 3 litri Testa Rossa della serie 250. Così, chiese al suo ingegnere capo del reparto esperienze Giotto Bizzarrini, di realizzarla in vista dei nuovi regolamenti imposti dal Mondiale Marche dell’anno 1962, che si sarebbe svolto solo con vetture GT (Gran Turismo), al quale partecipava anche la Jaguar E-Type (del 1962). In poco tempo, e sfruttando una Ferrari 250 GT “passo corto” con chassis n. 1791 GT, Bizzarrini realizzò un prototipo. Rispetto alla 250 passo corto, venne riposizionato il motore arretrando i suoi supporti, vennero modificati gli attacchi delle sospensioni e la struttura centrale venne rinforzata con traverse metalliche. Il motore era il classico V12 da 3 litri con le specifiche dette Testa Rossa. La carrozzeria venne rimodellata seguendo esigenze esclusivamente funzionali e non estetiche, tuttavia il risultato fu comunque splendido. Il lavoro venne eseguito sul telaio tubolare direttamente dall’equipe di Bizzarrini e Scaglietti, e non affidata ad un carrozziere esterno, molto probabilmente per semplificare e velocizzare le eventuali modifiche dettate dalle esigenze agonistiche e dai nuovi regolamenti. Questo primo esemplare era già molto simile alla versione definitiva della GTO, come la conosciamo, ma non erano presenti né il piccolo spoiler in coda né la lubrificazione del motore a carter secco.

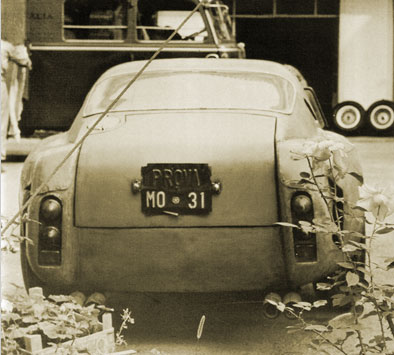
Vista posteriore

Questo primo prototipo (siglato inizialmente 539/62 Comp., poi 539/64 Comp.) venne completato in tempo di record già a metà agosto, e fu testato a Monza da Willy Mairesse durante il GP d’Italia del 1961. Il test restituì ottimi risultati, anche grazie all’aiuto di Stirling Moss che provò la vettura durante le prove della F1, segnando un tempo di 1' 45” 4, tale che Enzo Ferrari disse: “Non si era mai vista una GT davanti alle monoposto! ”.

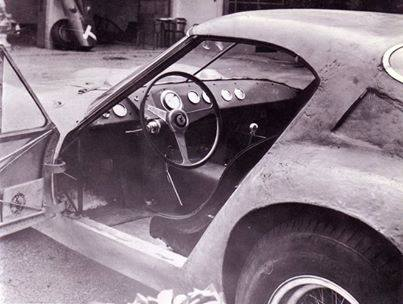
Gli interni

La vettura aveva inizialmente problemi di lubrificazione, poiché sulle sopraelevate l’olio si spostava dalla coppa alla testata sinistra, facendo pescare a vuoto la pompa e quindi fumare il motore. Per questo, venne montato il motore con carter secco, che risolse il problema, aumentando la capacità del circuito dell’olio da 10 a 20 litri.
Nel dicembre del 1961, mentre continuavano i test sulla vettura a Maranello, in Ferrari esplose la “rivoluzione di palazzo”, nella quale molti progettisti vennero allontanati dall’azienda, tra cui Giotto Bizzarrini e Carlo Chiti, i quali poi fonderanno la A-T-S per far concorrenza alla Scuderia Ferrari. Così, lo sviluppo della GTO passò direttamente al giovane Mauro Forghieri, appena subentrato, e a Sergio Scaglietti. Durante i test emerse la pericolosa tendenza del retrotreno a perdere aderenza, a causa del effetto autosterzante, perciò venne aggiunto il caratteristico spoiler di coda (il primo in un’auto GT) per generare maggiore portanza e dunque più aderenza al retro, inoltre venne aggiunto anche il parallelogramma di Watt per ritardare le sospensioni posteriori.
La vettura (n° telaio 3223) completa, ma ancora priva dello spoiler, è stata presentata al mondo il 24 febbraio 1962 a Maranello, in occasione della consueta conferenza stampa pre-stagione. La 250 GTO era l’unica vettura presente col motore anteriore: tutte le altre, sia monoposto che vetture Sport, presentavano il propulsore in posizione centrale (tipico delle GT più moderne). 

## La vettura “definitiva”

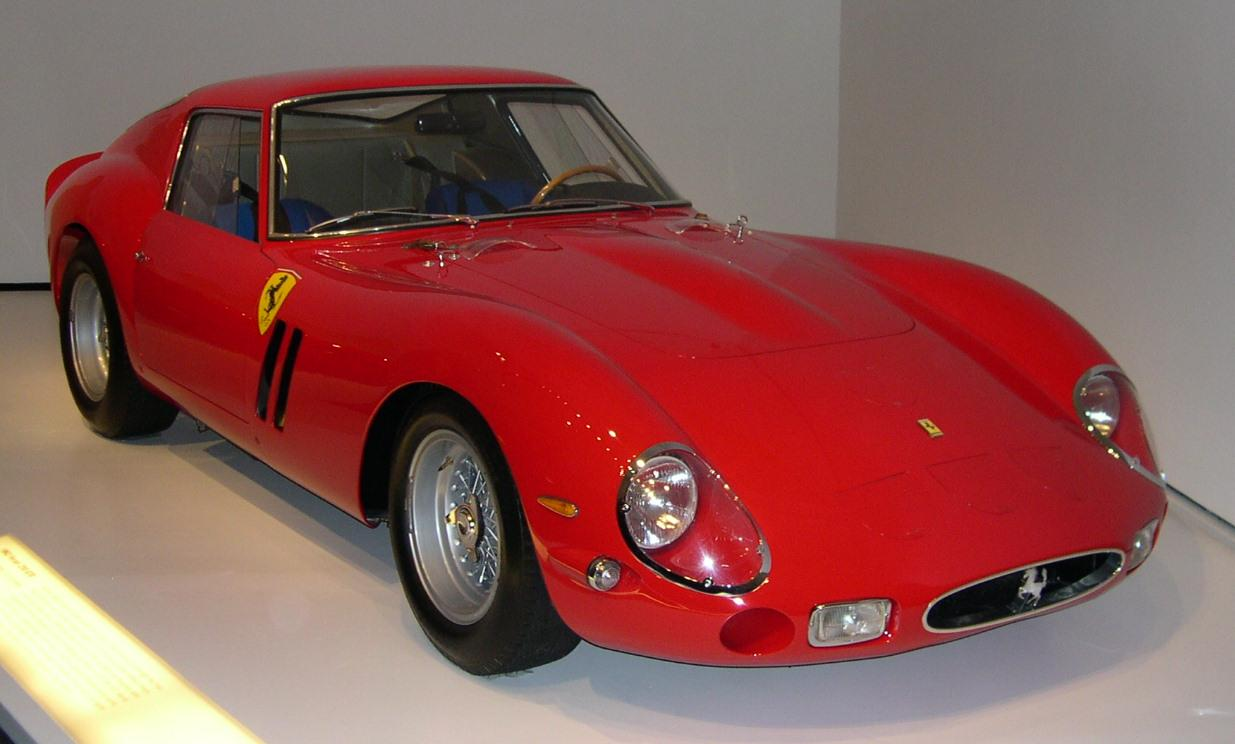
La Ferrari 250 GTO "1 serie" del 1962 di Ralph Lauren

La vettura definitiva che esordì alla 12 Ore di Sebring del 1962, aveva il classico motore V12 da 3 litri progettato da Gioachino Colombo con specifiche Testa Rossa, siglato «168 Comp/62». Aveva 2 alberi a camme in testa (uno per bancata) e cilindrata unitaria di 250 cm³ (73 x 58,8 mm). L’albero motore era a 7 supporti di banco, ricavato, così come le bielle, da un blocco di acciaio pieno, con una lavorazione tipica della casa di Maranello. I pistoni erano dei Borgo a 3 segmenti, con rapporto di compressione che oscillava fra 9,6 e 9,7. Le testate erano a 3 passaggi per l’olio, con valvole disposte a “V” ed inclinate fra loro di 35°. La distribuzione era con catena e comandava un albero a camme su ogni testata. L’accensione era regolata da 2 bobine e 2 spinterogeni, posti nella parte posteriore del blocco, che comandavano ognuno 6 candele. Le candele erano poste all’esterno della “V”  dei cilindri ed erano delle Marchal 34 HFS o 33 HFS. L’alimentazione era regolata da 6 carburatori Weber 38 DCN doppio corpo. Lo scarico era completamente libero e con estremità “snap”. La lubrificazione era a carter secco, comandata da 2 pompe dell’olio in un circuito di 20 L di capacità; questo, oltre a migliorare la lubrificazione, consentì l’abbassamento del motore (quindi del baricentro) e della linea della carrozzeria anteriore. La potenza finale era di 300 CV a 7500 giri/min, con potenza specifica di 100 CV/L, straordinaria per l’epoca. Al motore era abbinato un cambio a 5 marce tutte sincronizzate (con sincronizzatori Porsche), regolato da una frizione Fichtel & Sachs monodisco a secco. La leva del cambio aveva il tradizionale selettore a griglia nell’abitacolo, con guide per migliorare e velocizzare gli inserimenti. Il moto, attraverso l’albero di trasmissione, veniva dato alle ruote da un differenziale autobloccante, costruito dalla Ferrari su licenza ZF; erano disponibili 8 diversi tipi di rapporti al ponte: 4,85:1 - 4,57:1 - 4,25:1 - 4,00:1 - 3,89:1 - 3,77:1 - 3,66:1 e 3,55:1.
Il serbatoio da 130 litri era posto dietro i sedili, sulla destra della vettura per bilanciare il peso del pilota, e garantiva un’autonomia sufficiente, a fronte di un consumo medio di 25 litri per ogni 100 Km, con punte registrate di 37 L per 100 Km a Le Mans.
Lo sterzo era a circolazione di sfere e non servoassistito, i freni erano a disco su tutte le ruote, dove quelli dietro ricalcavano lo schema della "passo corto", invece davanti erano maggiorati e dotati di pinze in lega leggera.

Il telaio si basava su 2 longheroni principali rinforzati, a cui si univa un traliccio di tubi a sezione circolare ed ellittica, ciò lo rendeva molto rigido e più adatto alle competizioni. Rispetto alla 250 passo corto, cambiavano gli attacchi superiori delle sospensioni anteriori e soprattutto i supporti del motore erano stati arretrati.

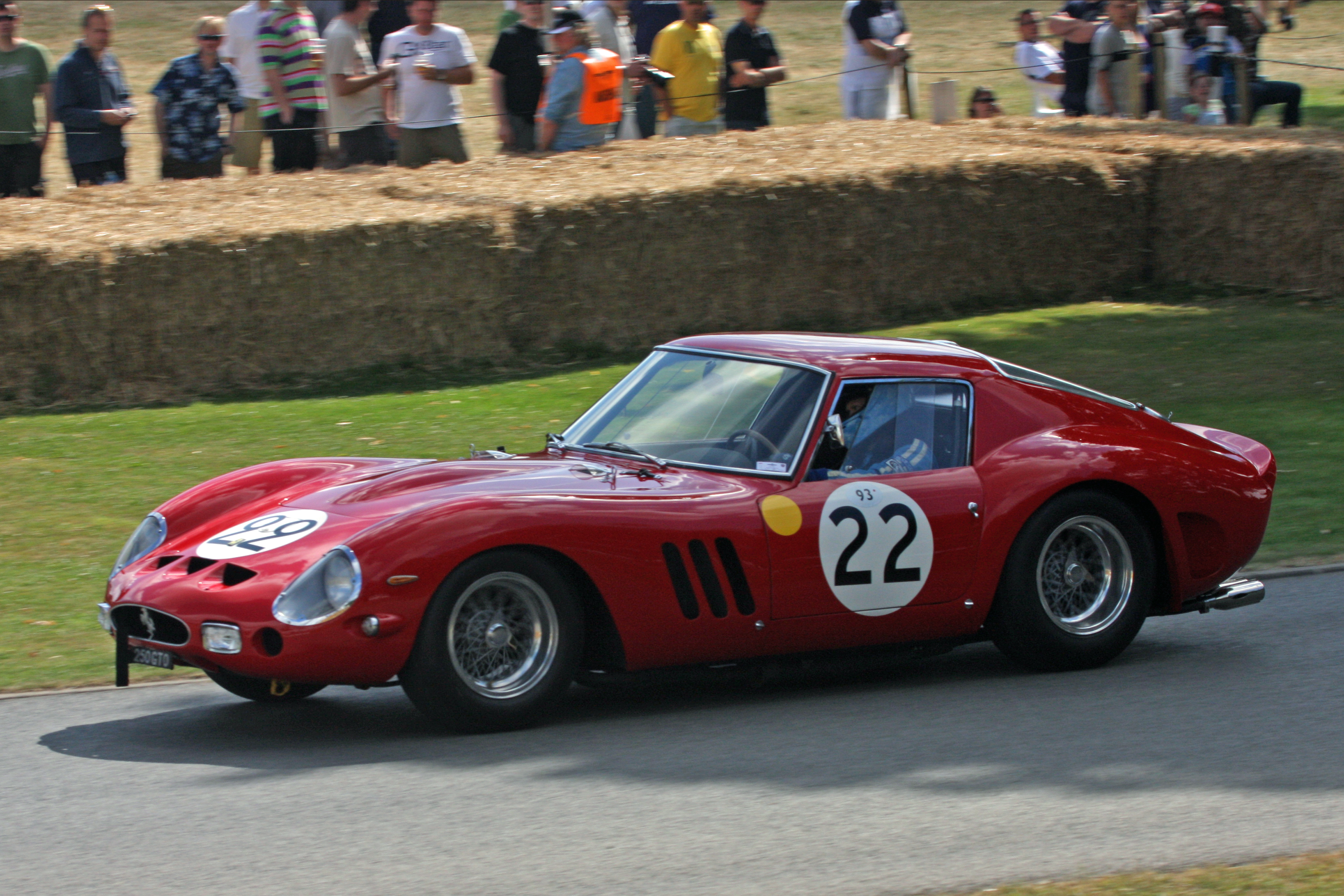
La Ferrari 250 GTO s/n 3757GT del 1962 di proprietà del batterista dei Pink Floyd Nick Mason

Le sospensioni ricalcavano lo schema della 250 passo corto, ma notevolmente migliorato: al anteriore, c'erano i doppi quadrilateri, molle elicoidali, barra antirollio ( ø 16,5 mm), ammortizzatori Koni con molle coassiali; al posteriore, l'assale rigido con balestre semiellittiche longitudinali e puntoni di reazione, parallelogramma di Watt e ammortizzatori Koni con molle coassiali. Tutto ciò rendeva l’autotelaio molto rigido, tanto che le sospensioni posteriori vennero “ammorbidite” per ovviare agli eccessivi colpi dei sobbalzi sui fondi sconnessi.

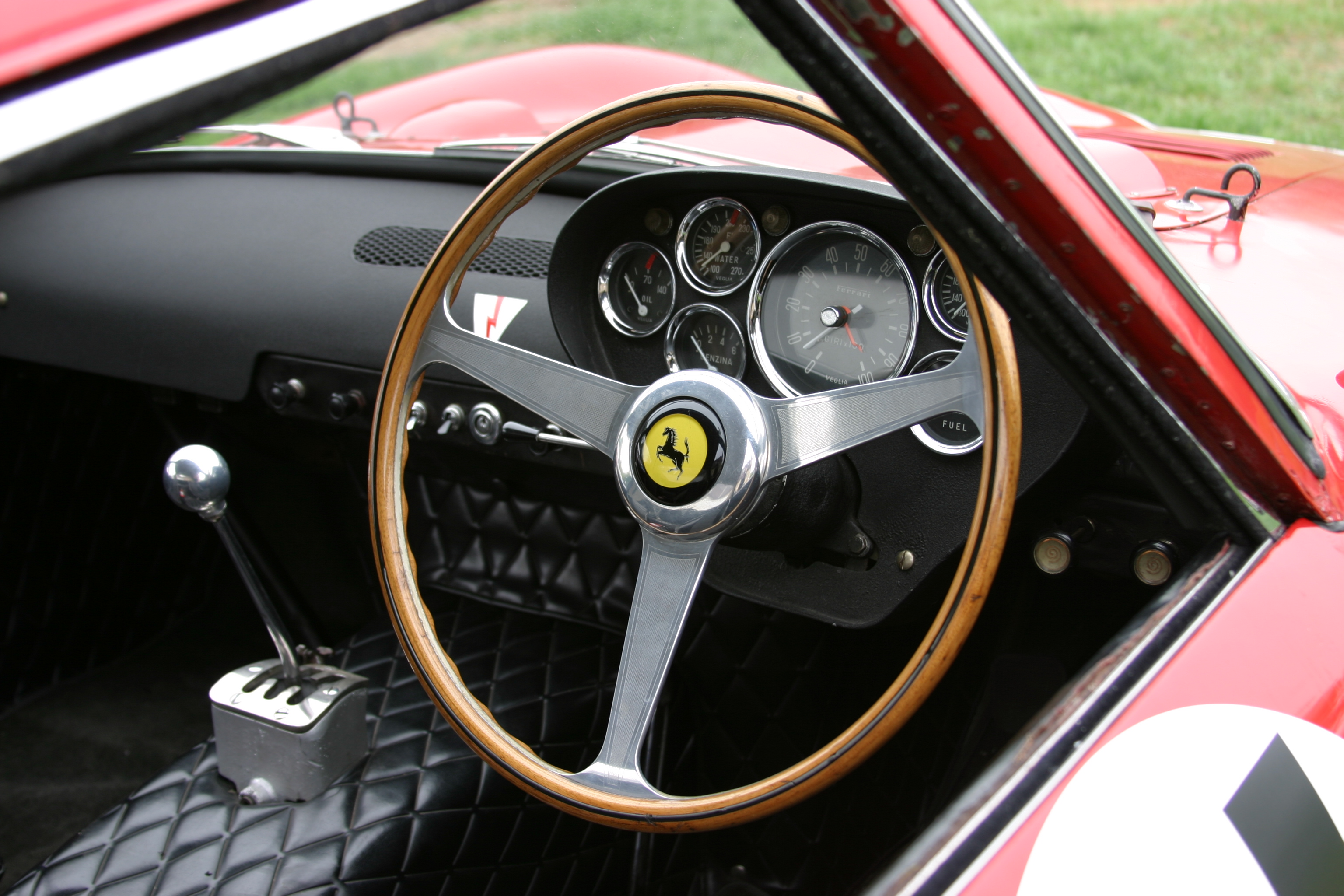
Interni di una 250 GTO

La carrozzeria in alluminio era molto slanciata, con l’abitacolo raccolto nella parte posteriore e un parabrezza panoramico, caratterizzata da una coda tronca. Il muso era stato allungato per aumentare la stabilità alle alte velocità. Davanti, il motore prendeva aria da una presa ovale e da alcuni pannelli apribili a “D” che servivano ad aumentare la portata d’aria alle basse velocità o in caso di alta temperatura esterna. I fari erano Marchal carenati, supportati da altri 2 proiettori rettangolari siti di fianco alla calandra ovale. Su alcuni esemplari sono presenti prese d’aria circolari per il raffreddamento dei freni anteriori. Sulla fiancata spiccano le 2 (o 3) feritoie laterali per lo sfogo dell’aria calda dal vano motore e il taglio dietro le ruote posteriori. Il lunotto in plexiglas scendeva fino al cofano del baule, a sinistra c’era il tappo del serbatoio della benzina.
Gli interni erano scarni con solo 2 sedili rivestiti di blu e il posto per una valigia sulla panchetta posteriore, obbligatorio per regolamento. Il cruscotto era verniciato in nero opaco, in mezzo al quadro strumenti spiccava il grande contagiri seguito a destra dall’amperometro, dal termometro e dal manometro dell’olio e a sinistra dall’indicatore del livello e della pressione del carburante e dal termometro dell’acqua. Al centro della plancia c’erano la chiave d’accensione e tre bocchette orientabili utilizzabili per spannare il parabrezza.

## Produzione
Le regole della FIA per la stagione 1962 prevedevano la costruzione di 100 esemplari di uno specifico modello per concedere l'omologazione per partecipare alle competizioni per vetture Gran Turismo nel Gruppo 3. Furono prodotti solamente 36 esemplari con motore di 3000 cm³ e 3 con un motore di 4000 cm³ (a cui spesso ci si riferisce col nome improprio di 330 GTO, per via della diversa cilindrata unitaria) per un totale di 39, e questo permise alla Ferrari di essere molto selettiva nei confronti degli acquirenti potenziali. Ferrari eluse le regole mediante una numerazione non sequenziale dei telai prodotti, e divenne presto protagonista delle piste.

La linea dei corpi vettura costruiti a mano in alluminio da Scaglietti non cambiò durante il periodo di produzione, che andò dal 1962 al 1964, ad eccezione di un esemplare unico carrozzato con le linee della 330 LM Berlinetta, delle 3 GTO/64 e delle 4 vetture I serie ricarrozzate in stile GTO/64, tuttavia le differenze di dettaglio sono evidenti.

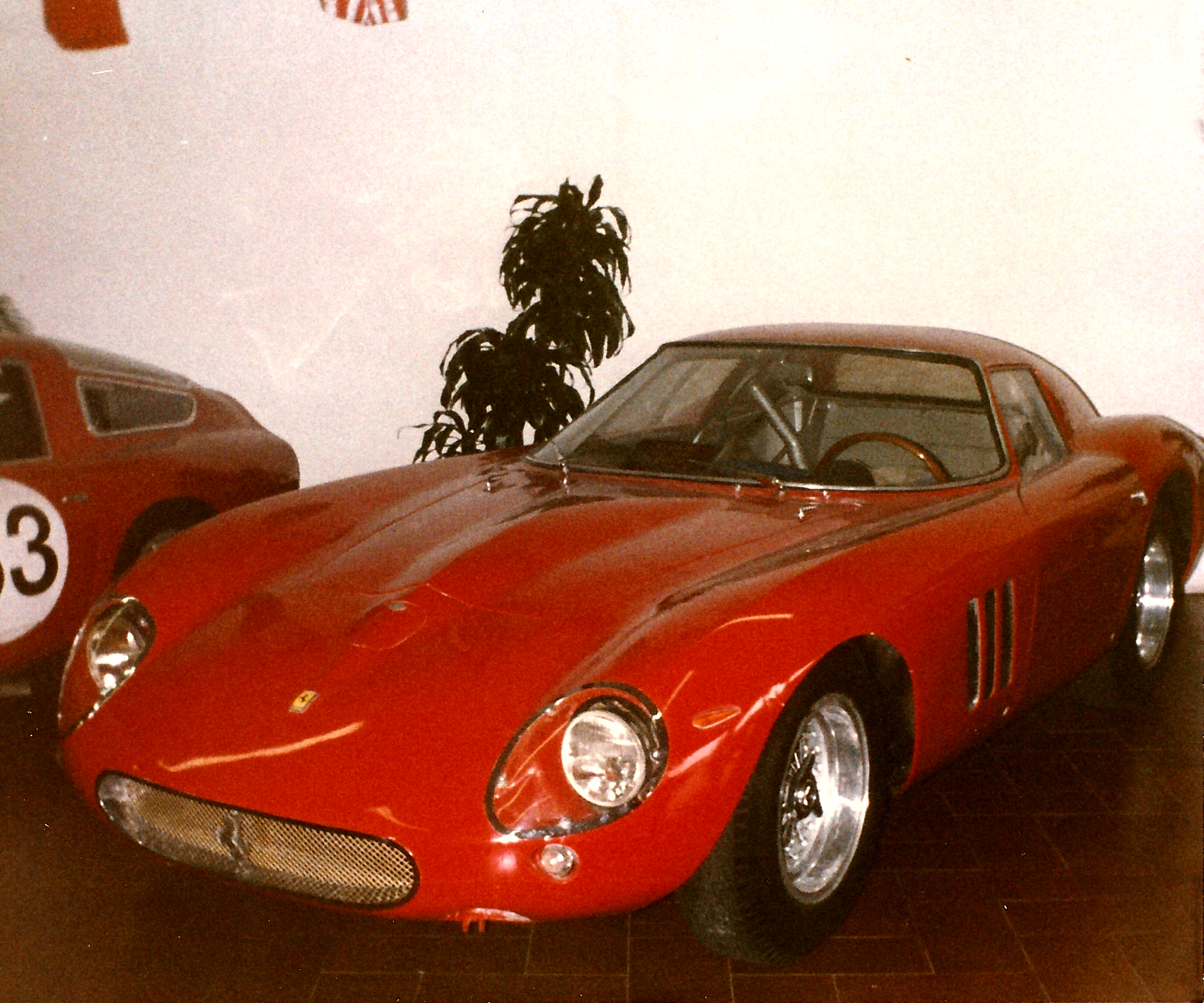
Una 250 GTO/64

Alcuni esemplari delle I serie hanno 3 sfoghi dietro i passaruota anteriori e non 2, alcune hanno gli scarichi  "Snap", alcune hanno gli sfoghi d'aria dietro i montanti del lunotto, alcune luci posteriori sono montate su dei supporti altre no, infine lo spoiler su alcune vetture è imbullonato esternamente, su altre è integrato.
Degli esemplari prodotti, solo due uscirono da Maranello in tinta verde e, ad oggi, solo uno è ancora di questo colore, il verde BP tipico del marchio petrolifero inglese, mentre l'altro fu ridipinto rosso classico. Un'altra peculiarità del modello verde è la guida a destra.

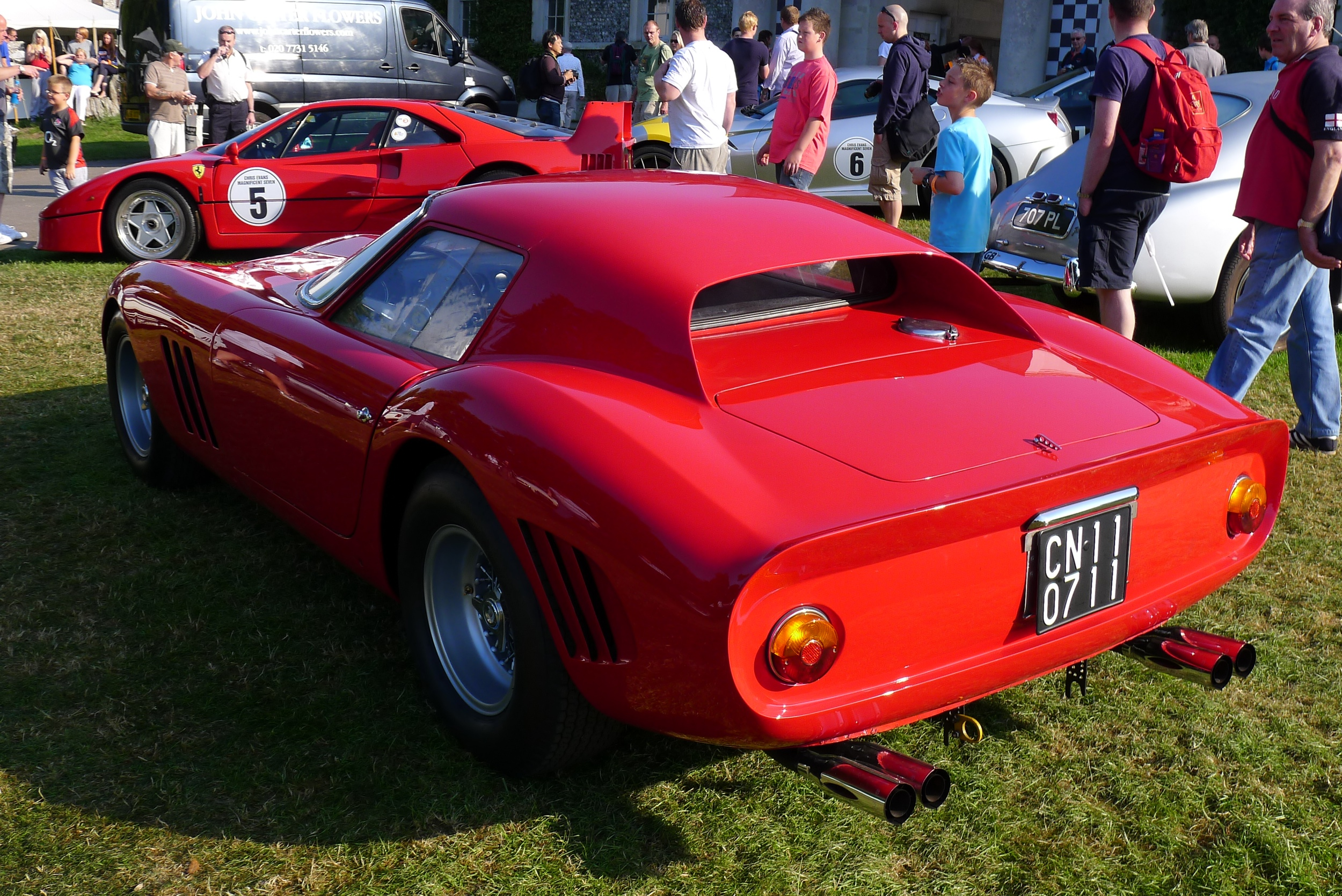
Vista posteriore

Uno degli amministratori della SEFAC (l'allora nome della Ferrari), Michael-Paul Cavallier, se ne fece costruire una con motore 4000 e 5 cm più lunga (poiché era di statura sopra la media). È l'unica 250 GTO a non aver mai preso parte ad una gara agonistica.

### La Ferrari 250 GTO/64
Durante l'infuriare della guerra Cobra-Ferrari, per mantenere la competitività del modello nelle gare dell'International Championship for GT Manufacturers la Ferrari mise in pista per la stagione 1964 un'evoluzione del modello denominata 250 GTO II serie o 250 GTO/64, caratterizzata da una differente carrozzeria e vari affinamenti. Tre vetture furono costruite secondo questo standard, mentre altre quattro vetture della I serie furono dotate della nuova carrozzeria.

## Palmarès sportivo
| Anno | Gara                        | Piloti                              | N° Telaio GTO | Piazzamento Classe GT | Piazzamento assoluto |
| ---- | --------------------------- | ----------------------------------- | ------------- | --------------------- | -------------------- |
| 1962 | 12 Ore di Sebring           | Phil Hill - Olivier Gendebien       | 3387GT        | 1º posto              | 2º posto             |
| 1962 | Targa Florio                | Giorgio Scarlatti - Pietro Ferraro  | 3451GT        | 1º posto              | 4º posto             |
| 1962 | 24 Ore di Le Mans           | Jean Guichet - Pierre Noblet        | 3705GT        | 1º posto              | 2º posto             |
| 1962 | Tourist Trophy              | Innes Ireland                       | 3505GT        | 1º posto              | 1º posto             |
| 1962 | Bridgehampton Double 400    | Bob Grossman                        | 3387GT        | 1º posto              | 2º posto             |
| 1962 | 1000 Km di Parigi           | Pedro Rodriguez - Ricardo Rodriguez | 3987GT        | 1º posto              | 1º posto             |
| 1963 | 3 Ore di Daytona            | Pedro Rodriguez                     | 4219GT        | 1º posto              | 1º posto             |
| 1963 | 12 Ore di Sebring           | Roger Penske - Augie Pabst          | 3987GT        | 1º posto              | 4º posto             |
| 1963 | Targa Florio                | Maurizio Grana - Gianni Bulgari     | 3413GT        | 1º posto              | 4º posto             |
| 1963 | 500 Km di Spa-Francorchamps | Jean Guichet - Pierre Noblet        | 3943GT        | 1º posto              | 2º posto             |
| 1963 | 24 Ore di Le Mans           | Jean Beurlys - Gerard Langlois      | 4293GT        | 1º posto              | 2º posto             |
| 1963 | 1000 Km del Nurburgring     | Jean Guichet - Pierre Noblet        | 3943GT        | 1º posto              | 2º posto             |
| 1963 | Tourist Trophy              | Graham Hill                         | 4399GT        | 1º posto              | 1º posto             |
| 1963 | Coppa Intereuropa           | Mike Parkes                         | 4399GT        | 1º posto              | 2º posto             |
| 1963 | Tour de France              | Jean Guichet - Jean Behra           | 5111GT        | 1º posto              | 1º posto             |
| 1964 | 2000 Km di Daytona          | Pedro Rodriguez - Phill Hill        | 5571GT        | 1º posto              | 1º posto             |
| 1964 | 12 Ore di Sebring           | David Piper - Pedro Rodriguez       | 5571GT        | 1º posto              | 7º posto             |
| 1964 | Targa Florio                | Luigi Tamarazzo - Corrado Ferlaino  | 3413GT        | 1º posto              | 5º posto             |
| 1964 | 500 Km di Spa-Francorchamps | Mike Parkes                         | 4399GT        | 1º posto              | 1º posto             |
| 1964 | 1000 Km del Nurburgring     | Mike Parkes - Jean Guichet          | 5573GT        | 1º posto              | 2º posto             |
| 1964 | 24 Ore di Le Mans           | Lucien Bianchi - Jean Beurlys       | 5575GT        | 1º posto              | 5º posto             |
| 1964 | 12 Ore di Reims             | Mike Parkes - Lodovico Scarfiotti   | 4399GT        | 1º posto              | 3º posto             |
| 1964 | Tour de France              | Lucien Bianchi - Georges Berger     | 4153GT        | 1º posto              | 1º posto             |
| 1964 | 1000 Km di Parigi           | Pedro Rodriguez - Jo Schlesser      | 5573GT        | 1º posto              | 2º posto             |

## Caratteristiche tecniche
| Caratteristiche tecniche - Ferrari 250 GTO del 1962                                                                                 | Caratteristiche tecniche - Ferrari 250 GTO del 1962 | Caratteristiche tecniche - Ferrari 250 GTO del 1962 | Caratteristiche tecniche - Ferrari 250 GTO del 1962 | Caratteristiche tecniche - Ferrari 250 GTO del 1962 | Caratteristiche tecniche - Ferrari 250 GTO del 1962 |
| --- | --- | --- | --- | --- | --- |
| | | | | | |
| Configurazione | | | | | |
| Carrozzeria: berlinetta 2 posti | Carrozzeria: berlinetta 2 posti | Posizione motore: anteriore anteriore centrale longitudinale | Posizione motore: anteriore anteriore centrale longitudinale | Trazione: posteriore | Trazione: posteriore |
| Dimensioni e pesi | | | | | |
| Ingombri (lungh.×largh.×alt. in mm): 4445 × 1600 × 1210                                                                             | Ingombri (lungh.×largh.×alt. in mm): 4445 × 1600 × 1210 | Ingombri (lungh.×largh.×alt. in mm): 4445 × 1600 × 1210 | Ingombri (lungh.×largh.×alt. in mm): 4445 × 1600 × 1210 | Diametro minimo sterzata: | Diametro minimo sterzata: |
| Interasse: 2400 mm | Interasse: 2400 mm | Carreggiate: anteriore 1351 - posteriore 1346 mm | Carreggiate: anteriore 1351 - posteriore 1346 mm | Altezza minima da terra: | Altezza minima da terra: |
| Posti totali: 2 | Posti totali: 2 | Bagagliaio: 1 valigia dietro i sedili (obbligatorio per regolamento classe GT) | Bagagliaio: 1 valigia dietro i sedili (obbligatorio per regolamento classe GT) | Serbatoio: 130 | Serbatoio: 130 |
| Masse | a vuoto: 880 kg | a vuoto: 880 kg | a vuoto: 880 kg | a vuoto: 880 kg | a vuoto: 880 kg |
| Meccanica | | | | | |
| Tipo motore: motore V12 a 60°; Rapporto di compressione: 9,8:1                                                                      | Tipo motore: motore V12 a 60°; Rapporto di compressione: 9,8:1 | Tipo motore: motore V12 a 60°; Rapporto di compressione: 9,8:1 | Cilindrata: (alesaggio x corsa: 73,0 mm x 58,8 mm) 2953,21 cm³ | Cilindrata: (alesaggio x corsa: 73,0 mm x 58,8 mm) 2953,21 cm³ | Cilindrata: (alesaggio x corsa: 73,0 mm x 58,8 mm) 2953,21 cm³ |
| Distribuzione: 2 alberi a camme in testa, uno per bancata, comandati a catena; 2 valvole per cilindro a V inclinate tra loro di 60° | Distribuzione: 2 alberi a camme in testa, uno per bancata, comandati a catena; 2 valvole per cilindro a V inclinate tra loro di 60° | Distribuzione: 2 alberi a camme in testa, uno per bancata, comandati a catena; 2 valvole per cilindro a V inclinate tra loro di 60° | Alimentazione: 6 carburatori Weber 38 DCN | Alimentazione: 6 carburatori Weber 38 DCN | Alimentazione: 6 carburatori Weber 38 DCN |
| Prestazioni motore | Potenza: 296-302 CV a 7500/min / Coppia: 294 Nm a 5500/min | Potenza: 296-302 CV a 7500/min / Coppia: 294 Nm a 5500/min | Potenza: 296-302 CV a 7500/min / Coppia: 294 Nm a 5500/min | Potenza: 296-302 CV a 7500/min / Coppia: 294 Nm a 5500/min | Potenza: 296-302 CV a 7500/min / Coppia: 294 Nm a 5500/min |
| Accensione: 2 spinterogeni (uno per bancata) Magneti Marelli, una candela per cilindro                                              | Accensione: 2 spinterogeni (uno per bancata) Magneti Marelli, una candela per cilindro | Accensione: 2 spinterogeni (uno per bancata) Magneti Marelli, una candela per cilindro | Impianto elettrico: 12V | Impianto elettrico: 12V | Impianto elettrico: 12V |
| Frizione: monodisco a secco Fichtel & Sachs                                                                                         | Frizione: monodisco a secco Fichtel & Sachs | Frizione: monodisco a secco Fichtel & Sachs | Cambio: meccanico a 5 marce ̟ RM, tutte sincronizzate | Cambio: meccanico a 5 marce ̟ RM, tutte sincronizzate | Cambio: meccanico a 5 marce ̟ RM, tutte sincronizzate |
| Telaio | | | | | |
| Corpo vettura | tubi a sezione ellittica e circolare | tubi a sezione ellittica e circolare | tubi a sezione ellittica e circolare | tubi a sezione ellittica e circolare | tubi a sezione ellittica e circolare |
| Sterzo | a vite e rullo | a vite e rullo | a vite e rullo | a vite e rullo | a vite e rullo |
| Sospensioni | anteriori: a ruote indipendenti, quadrilateri deformabili, molle elicoidali, ammortizzatori idraulici con molle elicoidali supplementari coassiali, barra stabilizzatrice / posteriori: ad assale rigido, puntoni longitudinali, parallelogramma di Watt, balestre longitudinali, ammortizzatori idraulici con molle elicoidali supplementari coassiali. | anteriori: a ruote indipendenti, quadrilateri deformabili, molle elicoidali, ammortizzatori idraulici con molle elicoidali supplementari coassiali, barra stabilizzatrice / posteriori: ad assale rigido, puntoni longitudinali, parallelogramma di Watt, balestre longitudinali, ammortizzatori idraulici con molle elicoidali supplementari coassiali. | anteriori: a ruote indipendenti, quadrilateri deformabili, molle elicoidali, ammortizzatori idraulici con molle elicoidali supplementari coassiali, barra stabilizzatrice / posteriori: ad assale rigido, puntoni longitudinali, parallelogramma di Watt, balestre longitudinali, ammortizzatori idraulici con molle elicoidali supplementari coassiali. | anteriori: a ruote indipendenti, quadrilateri deformabili, molle elicoidali, ammortizzatori idraulici con molle elicoidali supplementari coassiali, barra stabilizzatrice / posteriori: ad assale rigido, puntoni longitudinali, parallelogramma di Watt, balestre longitudinali, ammortizzatori idraulici con molle elicoidali supplementari coassiali. | anteriori: a ruote indipendenti, quadrilateri deformabili, molle elicoidali, ammortizzatori idraulici con molle elicoidali supplementari coassiali, barra stabilizzatrice / posteriori: ad assale rigido, puntoni longitudinali, parallelogramma di Watt, balestre longitudinali, ammortizzatori idraulici con molle elicoidali supplementari coassiali. |
| Freni | anteriori: a disco / posteriori: a disco | anteriori: a disco / posteriori: a disco | anteriori: a disco / posteriori: a disco | anteriori: a disco / posteriori: a disco | anteriori: a disco / posteriori: a disco |
| Pneumatici | anteriori/posteriori Dunlop R6 6,00X15 / 7,00X15 / Cerchi: a raggi tangenziali Borrani da 15" | anteriori/posteriori Dunlop R6 6,00X15 / 7,00X15 / Cerchi: a raggi tangenziali Borrani da 15" | anteriori/posteriori Dunlop R6 6,00X15 / 7,00X15 / Cerchi: a raggi tangenziali Borrani da 15" | anteriori/posteriori Dunlop R6 6,00X15 / 7,00X15 / Cerchi: a raggi tangenziali Borrani da 15" | anteriori/posteriori Dunlop R6 6,00X15 / 7,00X15 / Cerchi: a raggi tangenziali Borrani da 15" |
| Prestazioni dichiarate | | | | | |
| Velocità: a seconda del rapporto al ponte finale da 208 a 283 km/h                                                                  | Velocità: a seconda del rapporto al ponte finale da 208 a 283 km/h | Velocità: a seconda del rapporto al ponte finale da 208 a 283 km/h | Accelerazione: 0–100 km/h: circa 6 secondi | Accelerazione: 0–100 km/h: circa 6 secondi | Accelerazione: 0–100 km/h: circa 6 secondi |
| Consumi | 25 l x 100 Km (variava in base al rapporto al ponte) | 25 l x 100 Km (variava in base al rapporto al ponte) | 25 l x 100 Km (variava in base al rapporto al ponte) | 25 l x 100 Km (variava in base al rapporto al ponte) | 25 l x 100 Km (variava in base al rapporto al ponte) |
| Fonte dei dati: Ferrari | | | | | |

## Collezionismo e prezzo stimato

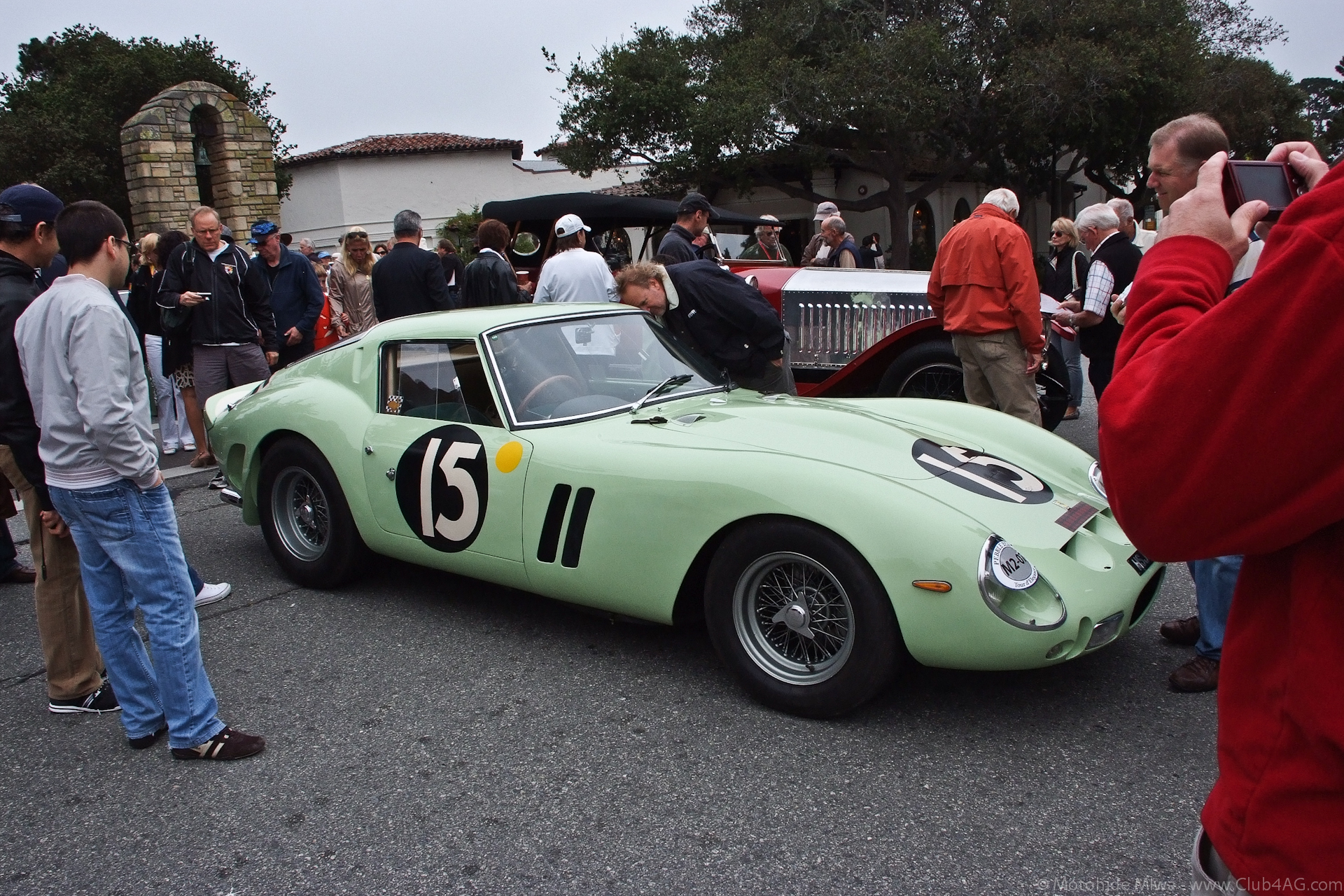
La Ferrari 250 GTO venduta nel 2012 per 35 milioni di dollari

Negli anni ottanta i prezzi per automobili classiche, e in special modo Ferrari, lievitarono notevolmente. Così, nel 1988, venne venduta all'asta una 250 GTO per il prezzo di circa 2 milioni di dollari. I prezzi raggiunsero i 15 milioni di dollari attorno al 1991; nel 2008 è stata venduta, ad un appassionato inglese, una 250GTO a 15.700.000 Sterline, pari a 20 milioni di Euro circa.
Il prezzo di mercato è salito sempre più, fino a toccare i 32.000.000 di dollari, nel febbraio 2012, per una 250 GTO del 1963 (telaio n°5095).
Il 5 giugno 2012 viene raggiunto il record assoluto per la vendita di un'auto: una GTO del 1962 (chassis 3505 GT) viene venduta all'asta alla cifra di 35 milioni di dollari. L'esemplare in oggetto è una GTO del 1962 del team Moss UDT-Laystall Racing Team dipinta di verde pastello e costruita apposta per Stirling Moss. In seguito venne pilotata da Innes Ireland che la fece trionfare durante il Tourist Trophy di Goodwood il 18 agosto 1962.

Nel 2013, in una transazione privata avvenuta negli Stati Uniti tra il collezionista Paul Pappalardo e un acquirente non identificato, una GTO ha toccato il valore 'stratosferico' di 52 milioni di dollari, pari a 38,2 milioni di euro.

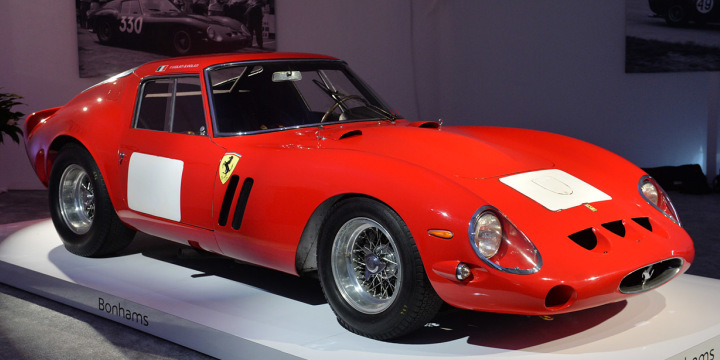
La Ferrari 250 GTO venduta all'asta di Bonhams nel 2014

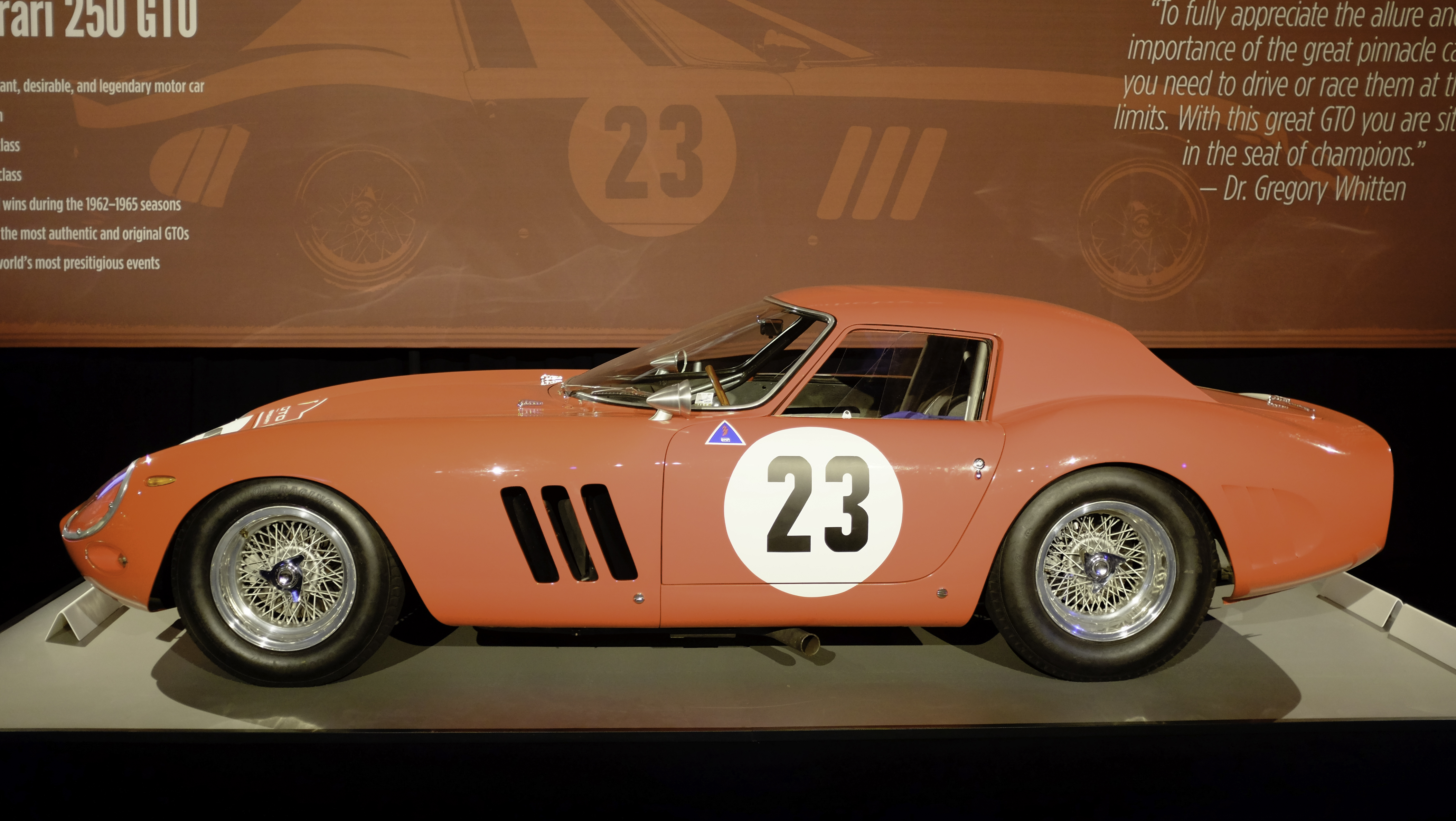
La Ferrari 250 GTO venduta all'asta di Sotheby's nel 2018

Nel mese di agosto del 2014, a Monterey, in California, durante un'asta tenuta da Bonhams, una Ferrari 250 GTO, telaio numero 3851 GT, è stata aggiudicata a 38,115 milioni di dollari (circa 28,5 milioni di euro).
Questa Ferrari, la diciannovesima GTO costruita, venne venduta l'11 settembre del 1962. Originariamente di colore grigio metallizzato, aveva tre strisce longitudinali di colore rosso, bianco e blu, quelli della bandiera francese del suo primo proprietario, il pilota francese Jo Schlesser, protagonista anche in Formula 1. Faceva parte della Collezione Maranello Rosso di San Marino, dell'imprenditore Fabrizio Violati, il quale la comprò nel 1965 da Ernesto Prinoth per 2,5 milioni di lire.
Nel 2018 una 250 GTO del 1962, ricarrozzata '64, è stata venduta a un'asta di Sotheby's per 48,405 milioni di dollari, diventando ufficialmente l'auto più costosa di sempre mai venduta all'asta. Si tratta di un esemplare guidato dal campione del mondo Phil Hill durante la Targa Florio del '62, oltre a numerose altre vittorie tra il 1962 e il 1965.
Il 20 giugno 2019 la sezione specializzata in materia d'impresa del tribunale di Bologna si pronuncia in favore della Ferrari in un reclamo da essa presentato a tutela del design della GTO dalle imitazioni. Si tratta di una delibera storica perché per la prima volta nella storia al design di un'automobile viene riconosciuta la tutela del diritto d'autore, equiparandola di fatto ad un'opera d'arte.